# Watt d’Or
Der Watt d’Or ist eine Auszeichnung für aussergewöhnliche Leistungen im Energiesektor der Schweiz. Der Preis wird vom Bundesamt für Energie BFE verliehen.

## Hintergrund
Der Watt d’Or wurde 2006 vom Bundesamt für Energie lanciert und seit diesem Zeitpunkt jährlich Anfang Januar vergeben. Der Preis ist nicht dotiert, weshalb es für sämtliche ausgezeichneten Projekte, Organisationen und Personen keine Siegerränge oder Preisgelder gibt.
Das BFE ehrt mit der Auszeichnung innovative Projekte und Konzepte, die dabei helfen, die Energiezukunft der Schweiz mitzugestalten. Im Spezifischen sollen Projekte prämiert werden, die den Anteil erneuerbarer Energien dauerhaft erhöhen und den Anstieg des Gesamtenergieverbrauchs bremsen. 2020 fand der Event zum dreizehnten Mal statt, 2017 gab es keine Preisverleihung.

### Ziele
Mit dem Preis verfolgt das Bundesamt folgende Ziele:
1. die ausgezeichneten Projekte, Personen und Organisationen in der Öffentlichkeit bekannt zu machen,
2. den ausgezeichneten Projekten, Personen und Organisationen zu einer Art «Qualitätssiegel» im Sinne eines «Best Practice» oder «Best of» zu verhelfen,
3. Impulse und Motivation für neue Vorhaben zu liefern,
4. Mut zum Nachmachen zu geben,
5. Zukunftstrends aufzuzeigen,
6. und die Ziele der schweizerischen Energiepolitik bekannt zu machen.

### Kriterien
Um ausgezeichnet werden zu können, müssen die Projekte:
1. in der Vorjahresperiode realisiert worden sein,
2. einen innovativen Charakter haben und einen erkennbaren Fortschritt gegenüber dem bisherigen Stand der Technik vorweisen,
3. einen deutlichen energetischen Nutzen hinsichtlich der Ziele der Schweizer Energiepolitik sowie der Gesellschaft bieten und
4. für die Allgemeinheit nachvollziehbar sein.

### Kategorien
Der Watt d’Or wird in vier Kategorien vergeben (Stand 2018):
1. Energietechnologien
2. Erneuerbare Energien
3. Energieeffiziente Mobilität
4. Gebäude und Raum

Für exzellente, nicht klar kategorisierbare Leistungen vergibt das Bundesamt für Energie einen Spezialpreis. So zum Beispiel 2018 im Bereich Energieeffizienz. Bis 2014 gab es ausserdem die Kategorie Gesellschaft.

### Jury
Für jede Kategorie setzt das BFE eine Fachjury ein. 2019 besteht die Jury aus:
- Daniel Brélaz, Nationalrat
- Pascale Bruderer, Ständerätin und Jurypräsidentin
- Stefan Cadosch, Präsident SIA
- Daniela Decurtins, Verband der Schweizerischen Gasindustrie
- Urs Hany, Alt-Nationalrat
- Patrick Hofstetter, WWF Schweiz
- François Launaz, auto-schweiz
- Filippo Lombardi, Ständerat
- Benoît Revaz, Direktor BFE
- Thomas Justus Schmidt, Paul Scherrer Institut
- Monika Walser, CEO de Sede AG

## Gewinner
| Jahr | Energietechnologien                                                      | Erneuerbare Energien                                                                      | Energieeffiziente Mobilität                                               | Gebäude und Raum                                                                                                 | Spezialpreis | Gesellschaft                                  |
| ---- | ------------------------------------------------------------------------ | ----------------------------------------------------------------------------------------- | ------------------------------------------------------------------------- | --- | --- | --------------------------------------------- |
| 2025 | Matica AG aus Kaltenbach (TG) gemeinsam mit der Hochschule Luzern (HSLU) | EWB gemeinsam mit Lubera AG aus Buchs/SG                                                  | Galliker Transport AG aus Altishofen (LU)                                 | IWB aus Basel | Genossenschaft Elektra, Jegenstorf (BE) gemeinsam mit Groupe E (FR), Azienda Elettrica di Massagno AEM (TI) und Elektrizitätswerke des Kantons Zürich (EKZ) mit der ETH Zürich (ZH) | -                                             |
| 2024 | AEW Energie AG gemeinsam mit der ETH Zürich                              | Cham Group AG gemeinsam mit Andy Wickart Haustechnik AG, Alfacel AG und pom+Consulting AG | CLEMAP AG gemeinsam mit der Otto Fischer AG                               | Sekundarschule Knonau-Maschwanden-Mettmenstetten gemeinsam mit der Pro-Energie GmbH                              | - | -                                             |
| 2020 | ZHAW-IEFE, Schmid Hutter AG Winterthur und Meyer Orchideen AG            | Regio Energie Solothurn                                                                   | Zwei Preise: Viktor Meili AG Designwerk Technologies AG                   | ETH Zürich | - | -                                             |
| 2019 | DEPsys SA und IBB Energie AG                                             | dhp technology AG und IBC Energie Wasser Chur                                             | BLS AG und Universität Basel                                              | Stiftung Habitat und ADEV Energiegenossenschaft                                                                  | Spezialpreis Transition: Empa, Eawag und dransfeldarchitekten ag | -                                             |
| 2018 | EKZ und Schréder Swiss SA                                                | Paul Scherrer Institut und Energie 360°                                                   | ABB, Carrosserie HESS AG, tpg, Services Industriels de Genève (SIG), OPI  | Dietrich Schwarz Architekten AG                                                                                  | SIG und energo | -                                             |
| 2017 | -                                                                        | -                                                                                         | -                                                                         | - | - | -                                             |
| 2016 | Elektroplan Buchs & Grossen AG und ElektroLink AG                        | Designergy SA                                                                             | Schweizerische Bundesbahnen AG                                            | Swisscom AG und Ernst Basler + Partner                                                                           | Coop-Gruppe / Migros | Groupe E                                      |
| 2015 | SUPSI                                                                    | Swisscom AG und RZintegral AG                                                             | Carrosserie HESS AG und IDSC                                              | Schweizerische Stiftung für Sozialtourismus (SSST), Burgergemeinde Saas-Fee und Steinmann und Schmid Architekten | Hochschule Luzern | hotelleriesuisse Graubünden und Gustav Lorenz |
| 2014 | Kraftwerke Oberhasli AG                                                  | Glass2energy SA                                                                           | ETH Zürich                                                                | E4plus AG | - | Verband Textilpflege Schweiz VTS              |
| 2013 | Joulia SA                                                                | Rieter AG                                                                                 | -                                                                         | PostAuto AG | Credit Suisse / Green Datacenter AG | SIG                                           |
| 2012 | Rade de Genève                                                           | Biomassezentrum Spiez                                                                     | System-Alpenluft AG                                                       | Romantik Hotel Muottas Muragl                                                                                    | Energiepionier Walter Schmid | Stadt St. Gallen                              |
| 2011 | Nachhaltige Gemüseproduktion mit KVA-Abwärme                             | Bertrand Piccard                                                                          | Belenos Clean Power AG                                                    | Stücki IWB Powerbox                                                                                              | Solar Impulse | SIG                                           |
| 2010 | Gasverbund Mittelland AG                                                 | SwissFarmerPower Inwil AG                                                                 | ETH Zürich                                                                | Viridén + Partner AG                                                                                             | - | Gordola (TI)                                  |
| 2009 | Paul Scherrer Institut, Villigen (AG) und Technische Universität Wien    | Rhônéole SA                                                                               | Biketec AG (heutiger Name: FLYER AG)                                      | Allreal Generalunternehmung AG                                                                                   | Ernst Schweizer AG | Verein St. Galler Rheintal                    |
| 2008 | Tegra Holz & Energie AG                                                  | Tegra Holz & Energie AG                                                                   | Eurobus Gruppe und Carrosserie Hess AG                                    | Viridén + Partner AG / Conrad Lutz Architecte Sàrl                                                               | Josef Jenni | Energiestadt Coldrerio (TI)                   |
| 2007 | EAWAG Forum Chriesbach                                                   | Elektra Baselland (EBL)                                                                   | Verein «Zum Schutz des Alpengebietes vor dem Transitverkehr» / ETH Zürich | Renggli AG / Departement Bau und Umwelt des Kantons Glarus                                                       | - | Stiftung cudrefin02 / Energiestadt Lausanne   |